# Juggernaut (Software)
Juggernaut ist ein Session-Hijacking-Tool, das als Angriffswerkzeug für Rechnernetzwerke eingesetzt wird, die das TCP-Protokoll verwenden. Es wird normalerweise im LAN verwendet. Juggernaut überwacht den Netzwerkverkehr und listet die TCP-Verbindungen auf. Die in den TCP-Sessions ausgetauschten Daten können eingesehen und aufgezeichnet werden. Zusätzlich ist es möglich, TCP-Sessions zurückzusetzen und zu übernehmen.